# Корнійчук Катерина Іванівна
Корнійчук Катерина Іванівна (нар. 9 квітня 1960, Київ) — українська художниця графік,  художниця театрального  костюму, сценографка, мисткиня візуального мистецтва, педагог, кураторка арт-проектів.
Співпрацює з національними театрами України з 1996року.  Художниця – постановниця Київського академічного театру на Липках (2018 -2024). Відома своїми графічними серіями які отримали численні професійні нагороди, та театральними виставами серед яких особливий успіх художниці принесли її роботи до вистав «Назар Стодоля» Т.Шевченка, «Дами і гусари» О.Фредро, «Поліана» Ел. Портер.

Художник-каліграфіст, академік Василь Чебаник так характеризує творчість мисткині: 
«Маючи графічну освіту Катерина Корнійчук  блискуче реалізувала свій талант та знання не тільки в графіці, а також в живописі, театральному мистецтві та в кураторській  діяльності, що популяризує мистецтво України.  Її творчість  органічно перетікає в різні жанри мистецтва, збагачуючи кожний,  оригінальними рішеннями  та особливим баченням.  Все, що вона робить завжди вражає високим ґатунком!»  

## Життєпис
Народилася 9 квітня 1960 року в Києві в родині київських лікарів.
Чоловік – український сценограф Олексій Вадимович Вакарчук (1960 р.н.). Має доньку (1980р.н.).
Займається творчою діяльністю з1984. Співпрацює з театрами з 1996.  Художниця-постановниця у Київському академічному театрі юного глядача на Липках (з 2018).

### Освіта
З 1971 -1978 навчалась в Державна художня середня школа ім. Тараса Шевченка  (РХСШ), на відділенні живопису, викладачі –  Лев Призант, Борис Литовченкою.
Навчалась рисунку у приватній студії Віктора Зарецького (1977-1978).
Навчалась в Київський державний  художній інститут (НАОМА), майстерня книжкової графіки, керівник  –  заслужений діяч мистецтв України, професор Василь Чебаник (1978 – 1985).
Закінчила Аспірантура Академії мистецтв СРСР  (Творчі майстерні в Києві),  майстерню станкової графіки, керівник –  народний художник України, член-кореспондент АМ України Михайло Дерегус (1984-1989)
Стипендіат НСХУ (1991-1982)
Грант International Renaissance Foundation (1994)
Стажувалась в галузі сучасного образотворчого мистецтва у Monarch Contemporary Art Center and Sculpture Park, Тенесі, США (1998).

### Громадська активність
Членкиня Національної спілки художників України. (1988)
Членкиня правління Київської організації Національної спілки художників України.
Заступниця голови «Об'єднання художників графічного мистецтва Київської організації Національної спілки художників України». Членкиня ревізійної комісії та комісії  з творчих питань КОНСХУ.

### Викладацька діяльність
2006 - 2021 викладач «Основи сучасного образотворчого мистецтва» в Арт-школі ГО галереї РА, Київ, Україна; 2021 р. – подяка «За плідну співпрацю».
2014 - 2016 – майстер класи з графічного мистецтва  в ТДК, Тарнобжег, Польща https://tdk.tarnobrzeg.pl/wp/kategoria/aktualnosci/
2019 - 2020 – старший викладач дисципліни «Проектування театрального костюму» кафедри Художнього текстилю і моделювання костюму в Київській державній академії декоративно-прикладного мистецтва і дизайну ім. Михайла Бойчука
2023 - 2024 – викладач дисципліни «Костюмографія» кафедри Сценографії та екранних мистецтв в Національній Академії Мистецтв і архітектури
З 2024 року – старший викладач дисципліни «Театрально-декоративне оформлення вистав та видовищ» на кафедрі  Сценічного та аудіовізуального мистецтва в Національній Академії керівних кадрів культури і мистецтв ім. Народної артистки України Лариси Хоролець.

### Кураторські роботи
2024 – кураторка виставки Лідія Треммері « Неповернення», ЦБХ, Арт-балкон, Київ
2015 – кураторка та учасник  виставки «Наш…Крим», Кримський дім, Київ
2014 – кураторка та учасниця  «КРИМ – УКРАЇНА», Арт-студія 13-ий поверх, Київ
2008  – кураторка виставки «Люблю з тобою говорити» Гражина Міхаляк- Базилевич, Здіслав Базилевич, Музей Кавалерідзе, Київ, галерея «Смуга», Суми
2002   – кураторка, учасниця «Таїна маски», галерея Університет, буклет, Київ
2000 – кураторка та учасниця виставки «АДАМ І ЄВА», галерея «L-ART», Київ
1999 – кураторка та  уучасниця  разом з Олексій Малих та Олександра Прахова «МІЖ НЕБОМ ТА ЗЕМЛЕЮ», галерея «Університет», Київ
1997 – кураторка та  уучасниця (з української сторони) виставки «ХУДОЖНИКИ З УКРАЇНИ. ТВОРИ НА ПАПЕРІ», Х’юстон, Техас, США, каталог, друк «Х’юстонський університет в Америці»
1996 – кураторка та  уучасниця І міжнародного симпозіуму графіки Україна – США, виставка галерея «БРАМА»,  каталог, видавництво «Задумливий страус», Київ

## Роботи в театрі
Катерина Корнійчук – авторка художнього оформлення більше тридцяти театральних вистав для провідних театрів України. У творчому доробку художниці близько 700 ескізів за якими були виготовлені театральні костюми для драматичних вистав українських театрів. Першу театральну роботу К. Корнійчук здійснила до вистави Г. Ібсена «Геда Габлер» для Театру юного глядача на Липках у 1996 році. За роки творчості в галузі театрального мистецтва К. Корнійчук  співпрацювала з провідними драматичними та музичними театрами : Національним академічним театром української драми ім. Івана Франка, Національним академічним драматичним театром ім. Лесі Українки, Черкаського академічного обласного українського музично-драматичний театру ім. Т. Г. Шевченка; Кіровоградського академічного українського музично-драматичного театр ім. М. Кропивницького.
З 2018 – працювала художницею-постановницею Київського академічного театру юного глядача на Липках, для якого створила 13 вистав як сценограф і художник костюмів за період 1996 – 2023 р.р.

Так пише про театральні роботи Катерини Корнійчук кандидат мистецтвознавства Софія Триколенко:
 «Невід'ємною частиною досліджень та художніх процесів в царині театру – є творчість Катерини Корнійчук. За фахом художник – графік,  вона застосувала асоціативний принцип оформлення вистави. ЇЇ костюмні образи поєднують символіку різних часів, але за своїм кроєм осучаснені, що додає їм особливої виразності та театральності».
Цитата з тексту до каталогу «Театральний діалог»  народної артистка України Лариси Кадочнікової: 
 «Твори Катерини Корнійчук вражають фантазією, відчуттям смаку і краси. Її театральні роботи – завжди самобутні,  яскраво індивідуальні. А костюми до вистави Назар Стодоля – стали антологією українського театру. Вона – справжній митець, яка творить мистецтво і захоплена мистецтвом!»

### Вибрані театральні вистави для театрів України

#### Київський академічний театр юного глядача на Липках
2020 Кен Людвіг, «Позичте тенора», сценографія, костюми, режисер – Віктор Гирич
2018 Н.Байєр, «Інцидент», сценографія, костюми, режисер – Наталля Кудрявцева, відзнака – «Київська пектораль», за кращу виставу малої сцени
2016 М. Островський, «Без вини винні», костюми, режисер – Віктор Гирич
2013 М. Булгаков, «Мольєріана», сценографія, костюми, режисер – Костянтин Дубінін
2008 Е. Н. Портер, «Полліанна», костюми, режисер – Віктор Гирич
2007 Г.Х. Андерсена, «Принц та принцеса», костюми, Київський академічний театр юного глядача на Липках, режисер – Віктор Гирич
2006 Неда Неждана, «Химера», сценографія, костюми, Київський академічний  театр юного глядача на  Липках, режисер – Костянтин Дубінін, відзнака – Спеціальний приз журі IX Міжнародного фестивалю античного мистецтва «Боспорські агони» /Від античності до сучасності, 2007р./
2004 Ігор Стравинський, «Історія солдата», сценографія, костюми,  /проект Спілки композиторів України та   Американського Дому  в м. Києві /режисер – Євген Курман
2003  Генрік Ібсен, «Ляльковий дім», сценографія, костюми, режисер – Костянтин Дубінін
2002  М. Островський, «Вовки та...», сценографія, костюми, режисер – Максим Михайличенко
1998 За мотивами Астрід Ліндгрен, «Чарівна Пеппі», костюми, режисер – Віктор Гирич
1997 М. Турньє, С. Лелюх, «Що приховує в собі ніч», костюми, режисер – Віктор Гирич
1996 Г. Ібсен, «Геда Габлер», костюми, режисер – Костянтин Дубінін

#### Національний академічний драматичний театр імені Івана Франка
2013 Олександр Фредро, «Дами та гусари», костюми, Національний академічний драматичний театр  ім. Івана Франка, режисер – Юрій Одинокий, м. Київ
2011 Е.- Е. Шмідт, «Фредерік, або бульвар злочинів», костюми, Національний академічний драматичний театр ім. Івана Франка, режисер – Юрій Кочевенко, м. Київ
2009 Т. Шевченко, «Назар Стодоля», костюми, Національний академічний драматичний театр ім. Івана Франка,  режисер – Юрій Кочевенко,  Київ

#### Національний академічний драматичний театр імені Лесі Українки
2010 Урс Відмер, «Бізнес, криза, кохання», сценографія, костюми, Національний академічний театр
ім. Лесі Українки, режисер – Леонід Остропольський,  Київ
2005 Композиція В. Малахова, «Весь Шекспір - за один вечір!», костюми, режисер – Віталій Малахов
2004  Альдо Ніколаї, «Трохи ніжності», костюми, режисер - Ірина Дука
1999 Урс Відмер, «Елітні пси», сценографія, костюми, режисер – Леонід Остропольський,
Відзнака - І премія міжнародного фестивалю німецькомовної драматургії,  Мюльхайм, Німетчина https://wiki.edu.vn/all2en/wiki13/mulheimer-theatertage-wikipedia/

#### Черкаський академічний обласний український музично-драматичний театр імені Т. Г. Шевченка
2000 У. Шекспір «Ромео і Джульєта», костюми, Черкаський академічний обласний український музично - драматичний театр імені Т. Г. Шевченка, режисер – Алім Ситник, Черкаси
2003  Мішель де Гельдерод, «Варавва»,  костюми, Черкаський академічний обласний український музично - драматичний театр ім. Т. Г. Шевченка, режисер – Алім Ситник, Черкаси

#### Театр Корифеїв
2019 Ю. Ломовцев, «Остання ніч пророка», костюми, Кіровоградський український академічний музично-драматичний театр імені М. Л. Кропивницького,  режисер – Євген Курман,  Кропивницький

## Творчість
Почала творчу діяльність з 1984 року – з першої участі у Національній художній виставці
"Світ і молодь", ЦБХ, Київ.
З 1989  бере участь в національних художніх пленерах та творчих групах. Учасниця  більше 80-ти всеукраїнських виставок, бієнале та триєнале графіки, живопису та сценографії.
З 1994 року  бере участь у міжнародних виставках / США, Франція, Канада, Польща, Болгарія/.
1996 -2006 – учасник ленд-арт фестивалю «Весняний вітер» в Києві. Учасник стріт-арт проекту «Нова Україна», Хрещатик, Київ (2014). З 2000 року постійна учасниця  міжнародних мистецьких проектів, симпозіумів та пленерів в Україні, США, Польщі, Естонії, Болгарії.  Брала участь у міжнародному пленері живопису до 200-річчя  Т.Г. Шевченка, м. Янеда, звітна виставка відбулась в Українському культурному центрі  в м.Таллін, Естонія (2014).
Учасник Міжнародних пленерів та симпозиумі в м. Тарнобжег (ТДК), та Arboretum w Bolestraszycach у  Польщі (2007 -2022).
Учасник виставки «ТРІЄНАЛЕ СЦЕНОГРАФІЇ ім. Даніїла Лідера» (2016-2022).
Реалізувала 32 персональні виставки в Україні, США, Польщі (1993 -2023).

## Музеї та колекції
Твори Катерини Корнійчук зберігають:
- Міністерство культури та мистецтв України
- Дирекція виставок Національної спілки художників України
- Державний музей театрального, музичного та кіно-мистецтва України
- Музей сучасного мистецтва України, Київ
- Запорізький художній музей, Україна
- Черкаський Художній Музей, Україна
- Музей Антона Чехова, Ялта, Крим
- Колекція Monarch Contemporary Art Center and Sculpture Park, Тенесі, США
- Колекція музею Жоржа Помпіду
- Колекція   Designer’s Studio Helen Woskob, Pennsylvania, США[9]
- Колекція «Градобанк», Київ, Україна
- Колекція «Сбербанк», Москва, Росія
- Колекція  Alla Rogers-Gelery, Вашингтон, США
- Колекція Galeria BWA, Olkusz, Польща
- Колекція Art Concept gallery,Такома, США
- Колекція «Galeria PRO ARTE», Зелена Гура, Польща
- Колекція  Tarnobrzeski Dom Kultury, Польща
- Колекція Galeria u Piotra, Arboretum, Bolsztyraszyce,Польща
- Приватна колекція Piter A. Lesnik, США
- Приватна колекція Михайла та Олени Лівицьких, Україна
- Приватна колекція Юрія та Людмили Каплун, Україна
- Приватна колекція Віктора Яценко, Україна

## Персональні виставки
2023  «Три зустрічі з Шекспіром», разом з Олексієм Вакарчуком галерея сценографії Академії образотворчого мистецтва у Варшаві, Польща
2022  «Вітер з ріки», галерея Лівицьких, Київ, Україна
2021 «Серпневий вітер», галерея «Митець», Київ, Україна
2019  «Просто неба», разом з Олексієм Вакарчуком, Черкаський Художній Музей, Черкаси
2019  «Театральна виставка», разом з Олексієм Вакарчуком, Національний історико культурний заповідник «КАЧАНІВКА», Україна
2018   Виставка театральних костюмів Катерини Корнійчук  2000-х років, головне фойє театру      Київський академічний театр юного глядача на Липках
2017  «Італійський альбом», галерея «Митець», Київ
2016  «Театральний вернісаж», галерея «Кримський дім», Київ, Україна
2015  «Сади Бобулі», «Арт-студія 13 поверх», Київ, Україна
2014  «Три зустрічі з Шекспіром», разом з Олексієм Вакарчуком, галерея ТДК, Тарнобжег, Польща
2013  «Ренесанс», галерея PRO ARTE, Зелена Гура, Польща
2012 «Пастель», арт простір «Антресоль», Київ
2010  «Світло та відображення», галерея «Смуга», Суми
2010 «РІЗНЕ» арт-кафе «Крепдешин», Київ, Україна
2010  Виставка ескізів театральних костюмів,   арт-простір «Антресоль», Київ
2009  «Summer times», галерея «РА», Київ
2009  Виставка костюмів до вистави Назар Стодоля Т.Шевченка, Митрополичі палати Національного заповідника «Софія Київська», Київ
2009 «Арбаретум», арт-простір «Антресоль», Київ
2006  «Топографія знаку», галерея "Арт Блюз", Київ
2004  «Імпровіз», виставковий зал Спілки композиторів України, Київ
2002 «Карпатські сни», галерея Університет, Київ, Україна
2001 «Колаж», Посольство Японії, Київ, Україна
2000  «Листи до Шекспіру», галерея «Ексар», Київ, Україна
1999  «Таїна маски», разом  з Олексієм Вакарчуком,  галерея «Університет», Київ, Україна
1996  «Зіткнення часу», галерея «Ательє Карась», Київ, Україна
1995 «Українська графіка»,  Tacoma Public Library, Такома, США
1994  «Графіка», галерея «North-West», Сіетл, США
1994  «Українська експресія", галерея «Art Concept», Такома, США
1994  Персональна виставка графіки, «Alla Rogers-Gelery», Вашингтон ДС, США
1994 «Українське мистецтво», Embassy of Ukraine in the United States of America, Вашингтон ДС, США
1993 Персональна виставка графіки «Design Gallery», м. Бока-Ратон, США

## Групові виставки
2019 – групова виставки "АВТОПОРТРЕТ З БУКЕТОМ", Софія Київська, будинку митрополита. Куратор – Юлія Лазаревська, організатори – Bouquet Kyiv Stage, Дім "Майстер_Клас"
2018 – групова виставка «PRIMAVERA», Центральний виставковий зал ЦБХ, плакат, Київ, Україна
2018 – групова виставки «КОЛО КАТЕРИНИ», Музей літератури, Київ
2018 – групова виставка «УКРАЇНА – ІЗРАІЛЬ», Центр сучасного мистецтва «Арсенал», Київ
2017 – групова виставки «КОЛО КАТЕРИНИ», Музей літератури,  Дирекція художніх виставок НСХУ, Київ
2017 – групова виставка «КИЇВСЬКІ РЕКРИАЦІЇ», виставковий зал «Хлібня», Національний заповідник «Софія Київська», Дирекція художніх виставок НСХУ, каталог,  Київ
2016 – групова виставка «РОМАНТИЧНИЙ ПЕЙЗАЖ», організатор - Дирекція художніх виставок НСХУ,  Музей Качанівка, Україна
2018 групова виставка «АРТ – ПЛОТИНОС», Музей сучасного мистецтва України,  каталог колекції, Київ, Україна
2016 – групова  виставки «КОСТЮМ НА СЦЕНІ І ПОДІУМІ» (Всеукраїнський мистецький проект театральних художників), куратор О.Васильїв, Інститут проблем сучасного мистецтва України, каталог, Київ
2014 – групова виставки «Борітеся – поборете!», куратор – Сергій Васильєв, Інститут проблем сучасного мистецтва – України, каталог, Київ, Україна
2014 – групова  виставки «Вся правда про Крим», «Хлібня», Національний заповідник Софії київської, організатор — галерея  «Калита»
2014 – групова виставка «ЗЕЛЕНІ СВЯТА.РЕФЛЕКЦІІ», галерея «Камера», плакат, Київ
2014 –  групова виставка «НАШ… КРИМ» (кримські пейзажі 2000 -2012), галерея «Кримський дім», плакат,  Київ
2007 – групова виставки українських художників «ЦБХ - 2007», Москва
1997 – групова виставка «3х3», галерея «Ірена», Київ,
1997– групова виставка «Українське сучасне мистецтво», галерея «Пектораль», Київ
1997 – групова виставка проекту “Свіжий вітер”, галерея “Сові арт”, Київ
1997 — групова виставка «МІФОЛОГІЯ ЛЯЛЬКИ», галерея «Лавра», каталог Київ
1996 – групова виставка  «Папір», галерея “Дім Миколи”, Київ